# Seznam sborů Českobratrské církve evangelické
Seznam sborů Českobratrské církve evangelické: 

| Číslo | Fotografie                                                      | Sbor                                                  | Město/vesnice               | Seniorát        |
| ----- | --------------------------------------------------------------- | ----------------------------------------------------- | --------------------------- | --------------- |
| 0101  |                                                                 | Benešov                                               | Benešov                     | Pražský         |
| 0102  |                                                                 | Beroun                                                | Beroun                      | Pražský         |
| 0103  |                                                                 | Dobříš                                                | Dobříš                      | Pražský         |
| 0104  |                                                                 | Hořovice – zrušen                                     | Hořovice                    | Pražský         |
| 0105  |                                                                 | Hvozdnice                                             | Hvozdnice                   | Pražský         |
| 0106  |                                                                 | Kladno                                                | Kladno                      | Pražský         |
| 0107  |                                                                 | Libčice nad Vltavou                                   | Libčice nad Vltavou         | Pražský         |
| 0108  |                                                                 | Praha 1 – Staré Město                                 | Praha 1 – Staré Město       | Pražský         |
| 0109  |                                                                 | Praha 1 – Nové Město                                  | Praha 1 – Nové Město        | Pražský         |
| 0110  |                                                                 | Praha 2 – Vinohrady                                   | Praha 2 – Vinohrady         | Pražský         |
| 0111  |                                                                 | Praha 3 – Jarov                                       | Praha 3 – Jarov             | Pražský         |
| 0112  |                                                                 | Praha 3 – Žižkov I                                    | Praha 3 – Žižkov            | Pražský         |
| 0113  |                                                                 | Praha 3 – Žižkov II                                   | Praha 3 – Žižkov            | Pražský         |
| 0114  |                                                                 | Praha 4 – Braník                                      | Praha 4 – Braník            | Pražský         |
| 0115  | Farní sbor Českobratrské církve evangelické v Praze 4 – Modřany | Praha 4 – Modřany                                     | Praha 4 – Modřany           | Pražský         |
| 0116  |                                                                 | Praha 4 – Nusle                                       | Praha 4 – Nusle             | Pražský         |
| 0117  |                                                                 | Praha 4 – Jižní Město                                 | Praha 4 – Jižní Město       | Pražský         |
| 0118  |                                                                 | Praha 5 – Radotín                                     | Praha 5 – Radotín           | Pražský         |
| 0119  |                                                                 | Praha 5 – Smíchov                                     | Praha 5 – Smíchov           | Pražský         |
| 0120  |                                                                 | Praha 6 – Dejvice – Bubeneč                           | Praha 6 – Dejvice – Bubeneč | Pražský         |
| 0121  |                                                                 | Praha 6 – Střešovice                                  | Praha 6 – Střešovice        | Pražský         |
| 0122  |                                                                 | Praha 8 – Kobylisy                                    | Praha 8 – Kobylisy          | Pražský         |
| 0123  |                                                                 | Praha 8 – Libeň                                       | Praha 8 – Libeň             | Pražský         |
| 0124  |                                                                 | Praha 9 – Horní Počernice                             | Praha 9 – Horní Počernice   | Pražský         |
| 0125  |                                                                 | Praha 10 – Strašnice                                  | Praha 10 – Strašnice        | Pražský         |
| 0126  |                                                                 | Praha 10 – Uhříněves                                  | Praha 10 – Uhříněves        | Pražský         |
| 0127  |                                                                 | Praha 10 – Vršovice                                   | Praha 10 – Vršovice         | Pražský         |
| 0129  |                                                                 | Sedlec-Prčice                                         | Sedlec-Prčice               | Pražský         |
| 0130  |                                                                 | Soběhrdy                                              | Soběhrdy                    | Pražský         |
| 0131  |                                                                 | Škvorec                                               | Škvorec                     | Pražský         |
| 0132  |                                                                 | Praha 1 – Deutschsprachige Evangelische Gemeinde Prag | Praha 1                     | Pražský         |
| 0133  |                                                                 | Zruč nad Sázavou                                      | Zruč nad Sázavou            | Pražský         |
| 0201  |                                                                 | Brandýs nad Labem – Na Vyšším Hrádku                  | Brandýs nad Labem           | Poděbradský     |
| 0202  |                                                                 | Český Brod                                            | Český Brod                  | Poděbradský     |
| 0204  |                                                                 | Chleby                                                | Chleby                      | Poděbradský     |
| 0205  |                                                                 | Kolín                                                 | Kolín                       | Poděbradský     |
| 0207  |                                                                 | Kovanec                                               | Kovanec                     | Poděbradský     |
| 0208  |                                                                 | Krakovany v Čechách                                   | Krakovany                   | Poděbradský     |
| 0209  |                                                                 | Bošín                                                 | Bošín                       | Poděbradský     |
| 0210  |                                                                 | Kutná Hora                                            | Kutná Hora                  | Poděbradský     |
| 0211  |                                                                 | Libenice                                              | Libenice                    | Poděbradský     |
| 0213  |                                                                 | Libice nad Cidlinou                                   | Libice nad Cidlinou         | Poděbradský     |
| 0214  |                                                                 | Lysá nad Labem                                        | Lysá nad Labem              | Poděbradský     |
| 0215  |                                                                 | Mělník                                                | Mělník                      | Poděbradský     |
| 0216  |                                                                 | Mladá Boleslav                                        | Mladá Boleslav              | Poděbradský     |
| 0217  |                                                                 | Mšeno u Mělníka                                       | Mšeno                       | Poděbradský     |
| 0218  |                                                                 | Libiš                                                 | Libiš                       | Poděbradský     |
| 0219  |                                                                 | Nymburk                                               | Nymburk                     | Poděbradský     |
| 0221  |                                                                 | Pečky                                                 | Pečky                       | Poděbradský     |
| 0222  |                                                                 | Poděbrady                                             | Poděbrady                   | Poděbradský     |
| 0223  |                                                                 | Předhradí                                             | Předhradí                   | Poděbradský     |
| 0224  |                                                                 | Velenice                                              | Velenice                    | Poděbradský     |
| 0225  |                                                                 | Velim                                                 | Velim                       | Poděbradský     |
| 0301  |                                                                 | České Budějovice                                      | České Budějovice            | Jihočeský       |
| 0302  |                                                                 | Jindřichův Hradec                                     | Jindřichův Hradec           | Jihočeský       |
| 0303  |                                                                 | Písek                                                 | Písek                       | Jihočeský       |
| 0304  |                                                                 | Soběslav                                              | Soběslav                    | Jihočeský       |
| 0306  |                                                                 | Strmilov                                              | Strmilov                    | Jihočeský       |
| 0307  |                                                                 | Tábor                                                 | Tábor                       | Jihočeský       |
| 0308  |                                                                 | Volyně                                                | Volyně                      | Jihočeský       |
| 0401  |                                                                 | Aš                                                    | Aš                          | Západočeský     |
| 0402  |                                                                 | Černošín                                              | Černošín                    | Západočeský     |
| 0403  |                                                                 | Dolní Bělá                                            | Dolní Bělá                  | Západočeský     |
| 0404  |                                                                 | Domažlice                                             | Domažlice                   | Západočeský     |
| 0405  |                                                                 | Horní Slavkov                                         | Horní Slavkov               | Západočeský     |
| 0406  |                                                                 | Cheb                                                  | Cheb                        | Západočeský     |
| 0407  |                                                                 | Chodov u Karlových Varů                               | Chodov                      | Západočeský     |
| 0408  |                                                                 | Chrást u Plzně                                        | Chrást                      | Západočeský     |
| 0409  |                                                                 | Karlovy Vary                                          | Karlovy Vary                | Západočeský     |
| 0410  |                                                                 | Kdyně                                                 | Kdyně                       | Západočeský     |
| 0411  |                                                                 | Kralovice - zrušen 2021                               | Kralovice                   | Západočeský     |
| 0412  |                                                                 | Mariánské Lázně                                       | Mariánské Lázně             | Západočeský     |
| 0413  |                                                                 | Merklín u Přeštic                                     | Merklín                     | Západočeský     |
| 0414  |                                                                 | Nejdek                                                | Nejdek                      | Západočeský     |
| 0415  |                                                                 | Ostrov                                                | Ostrov                      | Západočeský     |
| 0416  |                                                                 | Plzeň – Korandův sbor                                 | Plzeň                       | Západočeský     |
| 0417  |                                                                 | Plzeň – západní sbor                                  | Plzeň                       | Západočeský     |
| 0418  |                                                                 | Podbořany                                             | Podbořany                   | Západočeský     |
| 0419  |                                                                 | Přeštice                                              | Přeštice                    | Západočeský     |
| 0420  |                                                                 | Rokycany                                              | Rokycany                    | Západočeský     |
| 0421  |                                                                 | Sokolov                                               | Sokolov                     | Západočeský     |
| 0422  |                                                                 | Stříbro                                               | Stříbro                     | Západočeský     |
| 0423  |                                                                 | Teplá                                                 | Teplá                       | Západočeský     |
| 0501  |                                                                 | Děčín                                                 | Děčín                       | Ústecký         |
| 0502  |                                                                 | Duchcov                                               | Duchcov                     | Ústecký         |
| 0503  |                                                                 | Chomutov                                              | Chomutov                    | Ústecký         |
| 0504  |                                                                 | Chotiněves                                            | Chotiněves                  | Ústecký         |
| 0505  |                                                                 | Kadaň                                                 | Kadaň                       | Ústecký         |
| 0506  |                                                                 | Krabčice                                              | Krabčice                    | Ústecký         |
| 0508  |                                                                 | Libkovice pod Řípem                                   | Libkovice pod Řípem         | Ústecký         |
| 0509  |                                                                 | Litoměřice                                            | Litoměřice                  | Ústecký         |
| 0510  |                                                                 | Louny                                                 | Louny                       | Ústecký         |
| 0511  |                                                                 | Most                                                  | Most                        | Ústecký         |
| 0512  |                                                                 | Roudnice nad Labem                                    | Roudnice nad Labem          | Ústecký         |
| 0513  |                                                                 | Teplice                                               | Teplice                     | Ústecký         |
| 0514  |                                                                 | Třebenice                                             | Třebenice                   | Ústecký         |
| 0515  |                                                                 | Ústí nad Labem                                        | Ústí nad Labem              | Ústecký         |
| 0516  |                                                                 | Žatec                                                 | Žatec                       | Ústecký         |
| 0601  |                                                                 | Česká Lípa                                            | Česká Lípa                  | Liberecký       |
| 0603  |                                                                 | Jablonec nad Nisou                                    | Jablonec nad Nisou          | Liberecký       |
| 0604  |                                                                 | Jilemnice                                             | Jilemnice                   | Liberecký       |
| 0605  |                                                                 | Křížlice                                              | Křížlice                    | Liberecký       |
| 0606  |                                                                 | Liberec                                               | Liberec                     | Liberecký       |
| 0607  |                                                                 | Libštát                                               | Libštát                     | Liberecký       |
| 0608  |                                                                 | Nové Město pod Smrkem                                 | Nové Město pod Smrkem       | Liberecký       |
| 0609  |                                                                 | Rumburk                                               | Rumburk                     | Liberecký       |
| 0612  |                                                                 | Varnsdorf                                             | Varnsdorf                   | Liberecký       |
| 0702  |                                                                 | Broumov                                               | Broumov                     | Královéhradecký |
| 0703  |                                                                 | Černilov                                              | Černilov                    | Královéhradecký |
| 0704  |                                                                 | Dvůr Králové nad Labem                                | Dvůr Králové nad Labem      | Královéhradecký |
| 0705  |                                                                 | Hořice v Podkrkonoší                                  | Hořice                      | Královéhradecký |
| 0706  |                                                                 | Hradec Králové                                        | Hradec Králové              | Královéhradecký |
| 0707  |                                                                 | Hronov                                                | Hronov                      | Královéhradecký |
| 0708  |                                                                 | Jičín                                                 | Jičín                       | Královéhradecký |
| 0709  |                                                                 | Klášter nad Dědinou                                   | Klášter nad Dědinou         | Královéhradecký |
| 0710  |                                                                 | Kostelec nad Orlicí                                   | Kostelec nad Orlicí         | Královéhradecký |
| 0712  |                                                                 | Letohrad                                              | Letohrad                    | Královéhradecký |
| 0713  |                                                                 | Náchod – Šonov                                        | Šonov                       | Královéhradecký |
| 0714  |                                                                 | Nový Bydžov                                           | Nový Bydžov                 | Královéhradecký |
| 0715  |                                                                 | Semonice                                              | Semonice                    | Královéhradecký |
| 0716  |                                                                 | Trutnov                                               | Trutnov                     | Královéhradecký |
| 0717  |                                                                 | Třebechovice pod Orebem                               | Třebechovice pod Orebem     | Královéhradecký |
| 0718  |                                                                 | Vrchlabí                                              | Vrchlabí                    | Královéhradecký |
| 0801  |                                                                 | Brandýs nad Orlicí                                    | Brandýs nad Orlicí          | Chrudimský      |
| 0802  |                                                                 | Bučina                                                | Bučina                      | Chrudimský      |
| 0803  |                                                                 | Bukovka                                               | Bukovka                     | Chrudimský      |
| 0804  |                                                                 | Čáslav                                                | Čáslav                      | Chrudimský      |
| 0805  |                                                                 | Česká Třebová                                         | Česká Třebová               | Chrudimský      |
| 0806  |                                                                 | Dvakačovice                                           | Dvakačovice                 | Chrudimský      |
| 0807  |                                                                 | Džbánov                                               | Džbánov                     | Chrudimský      |
| 0808  |                                                                 | Heřmanův Městec                                       | Heřmanův Městec             | Chrudimský      |
| 0810  |                                                                 | Horní Čermná                                          | Horní Čermná                | Chrudimský      |
| 0811  |                                                                 | Hradiště                                              | Hradiště                    | Chrudimský      |
| 0812  |                                                                 | Choceň                                                | Choceň                      | Chrudimský      |
| 0813  |                                                                 | Chrudim                                               | Chrudim                     | Chrudimský      |
| 0814  |                                                                 | Chvaletice                                            | Chvaletice                  | Chrudimský      |
| 0815  |                                                                 | Lanškroun                                             | Lanškroun                   | Chrudimský      |
| 0816  |                                                                 | Litomyšl                                              | Litomyšl                    | Chrudimský      |
| 0817  |                                                                 | Lozice                                                | Lozice                      | Chrudimský      |
| 0818  |                                                                 | Opatovice                                             | Opatovice                   | Chrudimský      |
| 0819  |                                                                 | Pardubice                                             | Pardubice                   | Chrudimský      |
| 0820  |                                                                 | Přelouč                                               | Přelouč                     | Chrudimský      |
| 0821  |                                                                 | Semtěš                                                | Semtěš                      | Chrudimský      |
| 0822  |                                                                 | Sloupnice                                             | Sloupnice                   | Chrudimský      |
| 0823  |                                                                 | Trnávka                                               | Trnávka                     | Chrudimský      |
| 0824  |                                                                 | Vilémov u Golčova Jeníkova                            | Vilémov u Golčova Jeníkova  | Chrudimský      |
| 0825  |                                                                 | Vysoké Mýto                                           | Vysoké Mýto                 | Chrudimský      |
| 0901  |                                                                 | Borová u Poličky                                      | Borová u Poličky            | Poličský        |
| 0902  |                                                                 | Hlinsko                                               | Hlinsko                     | Poličský        |
| 0903  |                                                                 | Jimramov                                              | Jimramov                    | Poličský        |
| 0904  |                                                                 | Krouna                                                | Krouna                      | Poličský        |
| 0905  |                                                                 | Krucemburk                                            | Krucemburk                  | Poličský        |
| 0906  |                                                                 | Polička                                               | Polička                     | Poličský        |
| 0907  |                                                                 | Proseč u Skutče                                       | Proseč                      | Poličský        |
| 0909  |                                                                 | Raná u Hlinska                                        | Raná                        | Poličský        |
| 0911  |                                                                 | Telecí                                                | Telecí                      | Poličský        |
| 1001  |                                                                 | Daňkovice                                             | Daňkovice                   | Horácký         |
| 1002  |                                                                 | Horní Dubenky                                         | Horní Dubenky               | Horácký         |
| 1003  |                                                                 | Horní Krupá                                           | Horní Krupá                 | Horácký         |
| 1004  |                                                                 | Horní Vilémovice                                      | Horní Vilémovice            | Horácký         |
| 1005  |                                                                 | Humpolec                                              | Humpolec                    | Horácký         |
| 1006  |                                                                 | Jihlava                                               | Jihlava                     | Horácký         |
| 1007  |                                                                 | Moraveč                                               | Moraveč                     | Horácký         |
| 1008  |                                                                 | Nové Město na Moravě                                  | Nové Město na Moravě        | Horácký         |
| 1009  |                                                                 | Opatov                                                | Opatov                      | Horácký         |
| 1010  |                                                                 | Sázava                                                | Sázava                      | Horácký         |
| 1011  |                                                                 | Sněžné na Moravě                                      | Sněžné na Moravě            | Horácký         |
| 1012  |                                                                 | Pelhřimov-Strměchy                                    | Strměchy                    | Horácký         |
| 1013  |                                                                 | Telč                                                  | Telč                        | Horácký         |
| 1014  |                                                                 | Třebíč                                                | Třebíč                      | Horácký         |
| 1016  |                                                                 | Velké Meziříčí                                        | Velké Meziříčí              | Horácký         |
| 1101  |                                                                 | Boskovice                                             | Boskovice                   | Brněnský        |
| 1102  |                                                                 | Brno-Husovice                                         | Brno-Husovice               | Brněnský        |
| 1103  |                                                                 | Brno-Židenice                                         | Brno-Židenice               | Brněnský        |
| 1104  |                                                                 | Brno I                                                | Brno                        | Brněnský        |
| 1105  |                                                                 | Brno II                                               | Brno                        | Brněnský        |
| 1106  |                                                                 | Břeclav                                               | Břeclav                     | Brněnský        |
| 1107  |                                                                 | Dambořice                                             | Dambořice                   | Brněnský        |
| 1108  |                                                                 | Heršpice                                              | Heršpice                    | Brněnský        |
| 1109  |                                                                 | Hrabětice – zrušen                                    | Hrabětice                   | Brněnský        |
| 1110  |                                                                 | Hustopeče u Brna                                      | Hustopeče                   | Brněnský        |
| 1111  |                                                                 | Klobouky u Brna                                       | Klobouky u Brna             | Brněnský        |
| 1112  |                                                                 | Miroslav                                              | Miroslav                    | Brněnský        |
| 1113  |                                                                 | Moravská Třebová                                      | Moravská Třebová            | Brněnský        |
| 1114  |                                                                 | Nikolčice                                             | Nikolčice                   | Brněnský        |
| 1115  |                                                                 | Nosislav                                              | Nosislav                    | Brněnský        |
| 1116  |                                                                 | Olešnice na Moravě                                    | Olešnice na Moravě          | Brněnský        |
| 1117  |                                                                 | Prosetín u Bystřice nad Pernštejnem                   | Prosetín                    | Brněnský        |
| 1118  |                                                                 | Rovečné                                               | Rovečné                     | Brněnský        |
| 1119  |                                                                 | Silůvky u Brna                                        | Silůvky                     | Brněnský        |
| 1120  |                                                                 | Svitavy                                               | Svitavy                     | Brněnský        |
| 1121  |                                                                 | Vanovice                                              | Vanovice                    | Brněnský        |
| 1122  |                                                                 | Veselí                                                | Veselí                      | Brněnský        |
| 1123  |                                                                 | Znojmo                                                | Znojmo                      | Brněnský        |
| 1201  |                                                                 | Hodonín                                               | Hodonín                     | Východomoravský |
| 1202  |                                                                 | Hošťálková u Vsetína                                  | Hošťálková                  | Východomoravský |
| 1203  |                                                                 | Hrubá Vrbka a Velká nad Veličkou                      | Hrubá Vrbka                 | Východomoravský |
| 1204  |                                                                 | Huslenky                                              | Huslenky                    | Východomoravský |
| 1205  |                                                                 | Jablůnka                                              | Jablůnka                    | Východomoravský |
| 1206  |                                                                 | Jasenná                                               | Jasenná                     | Východomoravský |
| 1207  |                                                                 | Javorník nad Veličkou                                 | Javorník nad Veličkou       | Východomoravský |
| 1208  |                                                                 | Kateřinice                                            | Kateřinice                  | Východomoravský |
| 1209  |                                                                 | Kroměříž                                              | Kroměříž                    | Východomoravský |
| 1210  |                                                                 | Kyjov                                                 | Kyjov                       | Východomoravský |
| 1211  |                                                                 | Leskovec                                              | Leskovec                    | Východomoravský |
| 1212  |                                                                 | Liptál                                                | Liptál                      | Východomoravský |
| 1213  |                                                                 | Pozděchov                                             | Pozděchov                   | Východomoravský |
| 1214  |                                                                 | Prusinovice                                           | Prusinovice                 | Východomoravský |
| 1215  |                                                                 | Pržno                                                 | Pržno                       | Východomoravský |
| 1216  |                                                                 | Ratiboř u Vsetína                                     | Ratiboř                     | Východomoravský |
| 1217  |                                                                 | Rusava                                                | Rusava                      | Východomoravský |
| 1218  |                                                                 | Růžďka                                                | Růžďka                      | Východomoravský |
| 1219  |                                                                 | Střítež nad Bečvou                                    | Střítež nad Bečvou          | Východomoravský |
| 1220  |                                                                 | Uherské Hradiště                                      | Uherské Hradiště            | Východomoravský |
| 1221  |                                                                 | Valašské Meziříčí                                     | Valašské Meziříčí           | Východomoravský |
| 1222  |                                                                 | Velká Lhota                                           | Velká Lhota                 | Východomoravský |
| 1223  |                                                                 | Vizovice                                              | Vizovice                    | Východomoravský |
| 1224  |                                                                 | Vsetín (horní sbor)                                   | Vsetín                      | Východomoravský |
| 1225  |                                                                 | Vsetín (dolní sbor)                                   | Vsetín                      | Východomoravský |
| 1226  |                                                                 | Zádveřice-Raková                                      | Zádveřice-Raková            | Východomoravský |
| 1227  |                                                                 | Zlín                                                  | Zlín                        | Východomoravský |
| 1301  |                                                                 | Bruntál                                               | Bruntál                     | Moravskoslezský |
| 1302  |                                                                 | Český Těšín                                           | Český Těšín                 | Moravskoslezský |
| 1303  |                                                                 | Frýdek-Místek                                         | Frýdek-Místek               | Moravskoslezský |
| 1304  |                                                                 | Hodslavice                                            | Hodslavice                  | Moravskoslezský |
| 1305  |                                                                 | Hrabová                                               | Hrabová                     | Moravskoslezský |
| 1306  |                                                                 | Hranice                                               | Hranice                     | Moravskoslezský |
| 1307  |                                                                 | Javorník u Jeseníku                                   | Javorník                    | Moravskoslezský |
| 1308  |                                                                 | Jeseník                                               | Jeseník                     | Moravskoslezský |
| 1309  |                                                                 | Krnov                                                 | Krnov                       | Moravskoslezský |
| 1310  |                                                                 | Nový Jičín                                            | Nový Jičín                  | Moravskoslezský |
| 1311  |                                                                 | Odry                                                  | Odry                        | Moravskoslezský |
| 1312  |                                                                 | Olomouc                                               | Olomouc                     | Moravskoslezský |
| 1313  |                                                                 | Opava                                                 | Opava                       | Moravskoslezský |
| 1314  |                                                                 | Orlová                                                | Orlová                      | Moravskoslezský |
| 1316  |                                                                 | Ostrava                                               | Ostrava                     | Moravskoslezský |
| 1317  |                                                                 | Ostravice                                             | Ostravice                   | Moravskoslezský |
| 1318  |                                                                 | Prostějov                                             | Prostějov                   | Moravskoslezský |
| 1319  |                                                                 | Přerov                                                | Přerov                      | Moravskoslezský |
| 1321  |                                                                 | Suchdol nad Odrou                                     | Suchdol nad Odrou           | Moravskoslezský |
| 1322  |                                                                 | Šenov u Ostravy                                       | Šenov                       | Moravskoslezský |
| 1323  |                                                                 | Šternberk                                             | Šternberk                   | Moravskoslezský |
| 1324  |                                                                 | Štramberk                                             | Štramberk                   | Moravskoslezský |
| 1325  |                                                                 | Šumperk                                               | Šumperk                     | Moravskoslezský |
| 1326  |                                                                 | Vítkov                                                | Vítkov                      | Moravskoslezský |
| 1327  |                                                                 | Zábřeh                                                | Zábřeh                      | Moravskoslezský |
| 1401  |                                                                 | Jablonec nad Nisou                                    | Jablonec nad Nisou          | Ochranovský     |
| 1402  |                                                                 | Koberovy                                              | Koberovy                    | Ochranovský     |
| 1403  |                                                                 | Potštejn                                              | Potštejn                    | Ochranovský     |
| 1404  |                                                                 | Praha                                                 | Praha                       | Ochranovský     |
| 1405  |                                                                 | Rovensko pod Troskami                                 | Rovensko pod Troskami       | Ochranovský     |
| 1406  |                                                                 | Tanvald                                               | Tanvald                     | Ochranovský     |
| 1407  |                                                                 | Turnov                                                | Turnov                      | Ochranovský     |
| 1408  |                                                                 | Ujkovice                                              | Ujkovice                    | Ochranovský     |
| 1409  |                                                                 | Železný Brod                                          | Železný Brod                | Ochranovský     |